# Rhyacia monochroma
Rhyacia monochroma là một loài bướm đêm trong họ Noctuidae.